# دي جاي مبنجا
دي جاي مبنجا (بالفرنسية: Didier Mbenga)‏ مواليد 30 ديسمبر 1980 في كينشاسا، هو لاعب كرة سلة بلجيكي بدأ مسيرته الاحترافية في سنة 2001. يبلغ طوله 7 قدم 0 بوصة (2.1 م). فاز ببطولة الإن بي إيه مع لوس أنجلوس ليكرز.

## فرق لعب لها
- دالاس مافيريكس
- غولدن ستايت ووريورز
- لوس أنجلوس ليكرز
- نيو أورلينز بيليكانز

## إحصائيات المسيرة
| † | مواسم فاز فيها ببطولة الرابطة الوطنية لكرة السلة |

### الموسم الاعتيادي
| السنة    | الفريق               | لعب | بدأ | دقيقة | ميداني% | ثلاثية | حرة  | ارتداد | صنع | استلاب | تصدي | نقطة |
| -------- | -------------------- | --- | --- | ----- | ------- | ------ | ---- | ------ | --- | ------ | ---- | ---- |
| 2004–05  | دالاس مافيريكس       | 15  | 1   | 3.9   | .429    | .000   | .750 | .5     | .0  | .0     | .3   | 1.0  |
| 2005–06  | دالاس مافيريكس       | 43  | 1   | 5.5   | .533    | .000   | .500 | 1.3    | .0  | .1     | .6   | 1.7  |
| 2006–07  | دالاس مافيريكس       | 21  | 0   | 3.8   | .313    | .000   | .875 | .5     | .3  | .1     | .2   | .8   |
| 2007–08  | غولدن ستايت ووريورز  | 16  | 0   | 8.1   | .391    | .000   | .500 | 1.9    | .3  | .2     | .6   | 1.2  |
| 2007–08  | لوس أنجلوس ليكرز     | 26  | 0   | 7.5   | .492    | .000   | .400 | 1.6    | .2  | .2     | .6   | 2.5  |
| 2008–09† | لوس أنجلوس ليكرز     | 23  | \t0 | 7.9   | .474    | .000   | .875 | 1.3    | .4  | .4     | 1.0  | 2.7  |
| 2009–10† | لوس أنجلوس ليكرز     | 49  | 2   | 7.2   | .466    | .000   | .474 | 1.8    | .2  | .1     | .6   | 1.8  |
| 2010–11  | نيو أورلينز بيليكانز | 41  | 0   | 8.0   | .469    | .000   | .722 | 2.1    | .1  | .1     | .7   | 1.4  |
| المسيرة  |                      | 234 | 4   | 6.7   | .470    | .000   | .607 | 1.5    | .2  | .2     | .6   | 1.8  |

### التصفيات
| السنة   | الفريق               | لعب | بدأ | دقيقة | ميداني% | ثلاثية | حرة   | ارتداد | صنع | استلاب | تصدي | نقطة |
| ------- | -------------------- | --- | --- | ----- | ------- | ------ | ----- | ------ | --- | ------ | ---- | ---- |
| 2006    | دالاس مافيريكس       | 7   | 0   | 3.6   | .333    | .000   | 1.000 | 1.1    | .0  | .0     | .1   | .6   |
| 2008    | لوس أنجلوس ليكرز     | 7   | 0   | 4.3   | .625    | .000   | .000  | 1.3    | .0  | .3     | .1   | 1.4  |
| 2009†   | لوس أنجلوس ليكرز     | 7   | 0   | 2.3   | .167    | .000   | .000  | .4     | .0  | .0     | .3   | .3   |
| 2010†   | لوس أنجلوس ليكرز     | 3   | 0   | 4.0   | .333    | .000   | 1.000 | 1.7    | .3  | .0     | .0   | 1.7  |
| 2011    | نيو أورلينز بيليكانز | 5   | 0   | 5.2   | 1.000   | .000   | .500  | 1.0    | .2  | .4     | .6   | 1.0  |
| المسيرة |                      | 29  | 0   | 3.7   | .440    | .000   | .800  | 1.0    | .1  | .1     | .2   | .9   |

## روابط خارجية
- دي جاي مبنجا على موقع الاتحاد الدولي لكرة السلة (الإنجليزية)
- دي جاي مبنجا على موقع إن بي أي (الإنجليزية)
- دي جاي مبنجا على موقع سبورتس رفرنس (الإنجليزية)
- دي جاي مبنجا على موقع كرة السلة الأوروبية.كوم (الإنجليزية)
- دي جاي مبنجا على موقع ريلجم (الإنجليزية)
- دي جاي مبنجا على موقع بروبوليرز (الإنجليزية)
- دي جاي مبنجا على موقع سبورتس رفرنس (الإنجليزية)